# 중앙은행 디지털 화폐
중앙은행 디지털 화폐(中央銀行 - 貨幣, 영어: central bank digital currency, CBDC)는 상업은행이 아닌 중앙은행이 발행한 디지털 통화이다. 이는 또한 중앙은행의 부채이며 실제 지폐나 동전의 경우와 마찬가지로 주권 통화로 표시된다.
CBDC에 가장 일반적으로 속하는 두 가지 일반 모델은 소매와 도매이다. 소매 CBDC는 가계와 기업이 일상적인 거래에 대한 결제를 할 수 있도록 설계되었으며, 도매 CBDC는 금융기관을 위해 설계되었으며 중앙은행 준비금과 유사하게 운영된다. 시간이 지남에 따라 다른 CBDC 모델도 등장했다. 가장 주목할만한 것은 연방준비은행이 2022년에 중개 CBDC를 제안한 것이다. 이 모델에서 중앙은행은 일종의 소매 CBDC를 발행하지만 금융 중개기관은 고객 서비스를 제공한다.
CBDC의 현재 개념은 국가가 CBDC를 발행한다는 점에서 가상화폐 및 암호화폐와 다르다. 대부분의 CBDC 구현에서는 블록체인과 같은 어떤 종류의 분산원장도 사용하지 않거나 필요하지 않을 것이다.
2023년에는 ECB, 영국, 미국과 같은 주요 경제국을 포함한 120개가 넘는 관할권에서 국가 디지털 통화를 평가했다. 현재 동카리브 통화 연합을 구성하는 9개 국가와 8개 섬이 CBDC를 출시했다. 38개 국가와 홍콩에는 CBDC 파일럿 프로그램이 있다. 67개 국가와 2개 통화 연합이 CBDC를 연구하고 있다. 미국의 일부 주에서는 CBDC를 사용한 주정부 결제를 금지하는 법안을 도입했으며 플로리다는 개인 정보 보호 문제를 이유로 이러한 법률을 통과시킨 최초의 주이다.
CBDC는 "중앙에서 관리되고 중앙에서 통제되는 CBDC는 강압과 통제를 위한 도구"이며 "정부가 시민을 감시하도록 허용"한다는 비판에 직면해 있다. CBDC에 대한 일부 비평가들은 비트코인이 중앙은행에 의존하지 않기 때문에 "모든 사람에게 개방된 글로벌하고 불변하며 접근 가능한 디지털 현금"이자 "분산형, 개방형, 무허가형"인 더 나은 통화 대안이라고 말한다.

## 같이 보기
- 디지털 통화
- M-Pesa
- 중앙은행